# Ibănești (Botoșani)
Ibănești is een Roemeense gemeente in het district Botoșani.
Ibănești telt 4150 inwoners.